# Poecilodryas hypoleuca
A Poecilodryas hypoleuca  a madarak osztályának verébalakúak (Passeriformes) rendjébe és a cinegelégykapó-félék (Petroicidae) családjába tartozó faj.

## Rendszerezése
A fajt George Robert Gray angol ornitológus írta le 1859-ben, a Petroica nembe Petroica hypoleuca néven.

## Alfajai
- Poecilodryas hypoleuca hermani Madarász, 1894
- Poecilodryas hypoleuca hypoleuca (G. R. Gray, 1859)
- Poecilodryas hypoleuca steini Stresemann & Paludan, 1932[2]

## Előfordulása
Új-Guinea szigetén, Indonézia és Pápua Új-Guinea területén honos. Természetes élőhelyei a szubtrópusi és trópusi síkvidéki esőerdők és mocsári erdők. Állandó, nem vonuló faj.

## Megjelenése
Testhossza 13–15 centiméter, testtömege 18 gramm.

## Életmódja
Rovarokkal táplálkozik.

## Természetvédelmi helyzete
Az elterjedési területe rendkívül nagy, egyedszáma pedig stabil. A Természetvédelmi Világszövetség Vörös listáján nem fenyegetett fajként szerepel.

## Külső hivatkozások
- Képek az interneten a fajról
- Xeno-canto.org - a faj hangja